# Manuel González Prada
José Manuel de los Reyes González de Prada y Álvarez de Ulloa, más conocido como Manuel González Prada (Lima, 5 de enero de 1844-Ibídem, 22 de julio de 1918) fue un ensayista, pensador, anarquista y poeta peruano. Fue una de las figuras más influyentes en las letras y la política del Perú de fines del siglo XIX y comienzos del siglo XX. Pensadores y políticos como Víctor Raúl Haya de la Torre y José Carlos Mariátegui lo tuvieron como maestro ideológico. También literatos como Abraham Valdelomar y César Vallejo reconocieron haber sido influenciados por su obra poética.
Proveniente de una familia de raigambre colonial, de niño viajó a Chile al ser desterrado su padre. Estudió en Valparaíso y de retorno en Lima, cursó estudios en el Seminario de Santo Toribio, para pasar luego al Convictorio de San Carlos, donde estudió Derecho, pero no lo concluyó. Se dedicó al periodismo y a la explotación agrícola en la hacienda de su familia. Durante la guerra contra Chile, participó en la defensa de Lima y peleó en la batalla de Miraflores. Al producirse la ocupación de Lima por las tropas chilenas, se recluyó en su casa en señal de protesta (1881-1883). Tras la partida de los invasores, reinició su labor periodística y desató su ira contra los vicios nacionales que, a su juicio, habían causado el desastre bélico, utilizando un verbo muy elocuente e incisivo. En 1885 tomó la dirección del Club Literario, que luego se convirtió en la Unión Nacional, entidad política de principios radicales. Algunos de sus discursos tuvieron gran resonancia, como el leído en el teatro Politeama en 1888. A finales de 1891 viajó a Europa, donde permaneció alrededor de siete años. A su regreso al Perú, persuadido de las ideas anarquistas, reinició sus críticas contra la corrupción política, identificándose con la clase obrera y con los indígenas. En 1912 se le confió la dirección de la Biblioteca Nacional en reemplazo de Ricardo Palma. Ejerció dicha función de 1912 a 1914 y de 1915 a 1918, y en el ejercicio del mismo falleció a causa de un mal cardíaco.
Casado con Adriana de Verneuil (francesa de nacimiento), tuvo tres hijos, de los cuales solo sobrevivió el menor, Alfredo González Prada, diplomático y escritor que reunió celosamente las obras póstumas de su padre, labor que continuó Luis Alberto Sánchez.
En el plano literario se considera a Manuel González Prada el más alto exponente del realismo peruano. Como poeta, hizo innovaciones que le han ganado el título de «Precursor del Modernismo americano». Sus poemarios más renombrados son Minúsculas y Exóticas. Como prosista es considerado uno de los mejores de Latinoamérica, destacando por sus demoledoras críticas sociales y políticas, condensadas en Pájinas libres (1894) y Horas de lucha (1908), ensayos donde muestra una creciente radicalización de sus planteamientos. En particular, todavía se recuerdan sus furibundas críticas a los políticos que consideraba responsables de la derrota del Perú en la Guerra del Pacífico, la mayor catástrofe bélica de la historia republicana peruana; en ese sentido fue el principal impulsor de la leyenda negra de Nicolás de Piérola, leyenda que todavía es difundida con ahínco por los maestros peruanos. Defendió todas las libertades, incluidas la de culto, conciencia y pensamiento y se manifestó en favor de una educación laica.

## Biografía

### Nacimiento

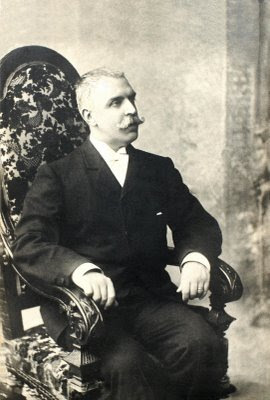
Retrato de Manuel González Prada

Nació en Lima el 5 de enero de 1844, tal como consta en su partida de bautismo; anteriormente había corrido la versión falsa del 6 de enero de 1848. Acerca de la fecha del 6 de enero, se debía a que siempre González Prada había celebrado su natalicio en ese día, fiesta de los Reyes Magos, que parece evocar su nombre: José Manuel de los Reyes. Lo del año 1848 surgió porque cuando se casó en 1887, consignó en el expediente matrimonial como de 39 años de edad, cuando en realidad tenía 43, tal vez para no parecer tan mayor que su novia, de 22 años, según supone Luis Alberto Sánchez.
Su padre fue Francisco González de Prada Marrón y Lombera, quien fue vocal de la Corte Superior de Justicia de Lima y Alcalde de Lima (1857-1858). Su madre fue María Josefa Álvarez de Ulloa y Rodríguez de la Rosa, hija de Domingo Álvarez de Ulloa e Isabel Rodríguez de la Rosa y O'Phelan. Su familia descendía del general Jerónimo Marrón de Lombera y estaba vinculada con el español Antonio de Ulloa.
Fue bautizado el 8 de enero de 1844, en la Iglesia de San Sebastián, por el canónigo del cabildo metropolitano de Lima José Manuel Pasquel, siendo sus padrinos el ministro de Bolivia en Lima, Ildefonso Reyes Cardona y la señora Isabel Rodríguez La Rosa Ulloa.

### Estudios
En 1855, el presidente Ramón Castilla, ordenó el destierro del padre de González Prada, ya que este era partidario del derrocado presidente José Rufino Echenique (del que había sido ministro y vicepresidente). Esto obligó a la familia a trasladarse a Valparaíso, Chile, donde Manuel asistió al Colegio Inglés dirigido por Mr. Goldfinch y Herr Blühm.
Al regresar al Perú en 1857, su padre ocupó la alcaldía de Lima y lo inscribió en el Seminario de Santo Toribio, que abandonó para inscribirse en el Convictorio de San Carlos (que luego formaría parte de la Universidad de San Marcos), donde inició estudios de Derecho y Humanidades, los cuales no llegó a terminar.
En 1863, falleció su padre, que tenía 48 años, siendo enterrado en la Basílica y Convento de Santo Domingo. Manuel abandonó entonces abruptamente el Convictorio de San Carlos, y empezó sus tanteos en el terreno de la literatura. Por entonces empezó a dar a luz sus primeros ensayos y creaciones poéticas, aunque con pseudónimo. En el diario El Nacional aparecieron artículos suyos de dura crítica y evidente radicalismo, y en El Comercio, fue publicada su primera letrilla, con fecha del 18 de septiembre de 1867.
Por esa época escribió una suerte de biografía suya y eliminó la partícula nobiliaria «de» de su apellido, llamándose desde entonces «González Prada» y ya no «González de Prada», como era su apellido original. Con ello rompía simbólicamente con el pasado suntuoso de su familia. Otra de sus rebeldías fue adoptar una peculiar ortografía fonética inspirada en los principios de Andrés Bello.[cita requerida]

### Viaje a Tutume
En 1868 viajó a la zona minera de Cerro de Pasco, empujado por su deseo de conocer el Perú profundo. En 1871, se instaló en Tútume, la hacienda propiedad de su familia, situada en Mala, cerca de las estribaciones cordilleranas de Ayacucho y Huancavelica. Fue entonces testigo de la situación de los indios, con quienes gustaba conversar. Estos también simpatizaron con él y siempre andaban pidiéndoles consejos; como le veían siempre leyendo, pensaban que era muy religioso y se admiraban de que constantemente estuviera «rezando».
Sin estudios disciplinados, pero de amplia y profunda cultura (dejó una biblioteca de tres mil volúmenes cuidadosamente leídos), durante ocho años vivió recluido en su hacienda de Mala dedicado a los trabajos del campo y a investigaciones químicas para fabricar almidón industrial a base de yuca (1871-1879). Simultáneamente, empezó a colaborar muy activamente en algunos diarios y revistas de Lima, como por ejemplo El Comercio, diario del que fue expulsado.
En 1878, González Prada tuvo una hija pre-matrimonial, con Verónica Calvet y Bolívar, la cual se llamó Mercedes González Prada Calvet, quien se casó con Teodosio Cabada y murió en 1940. La existencia de esta hija natural de González Prada se mantuvo en secreto, y no se ventiló públicamente el asunto hasta mucho después de la muerte del escritor.

### En la Guerra del Pacífico
Durante la guerra contra Chile, fue uno de los promotores de la creación del ejército de Reserva, conformado por civiles, para la defensa de la capital peruana. Fue nombrado capitán de una compañía, siendo su jefe Federico Bresani, un civil con el grado de coronel. Durante la batalla de Miraflores, fue segundo jefe del Reducto del Cerro del Pino, que contaba con dos cañones Vavasseur y dos cañones de montaña, que llegaron a hacer seis a ocho disparos. Al ser la derrota inevitable, los defensores de El Pino recibieron la orden de regresar a Lima; previamente volaron los cañones para que no cayeran en poder del enemigo. Solo cuatro llegaron a Lima, abriéndose paso a golpe de bayoneta: el capitán de navío Hipólito Cáceres, el excombatiente del Huáscar Manuel Elías Bonnemaison, Eduardo Lavergne y el mismo González Prada (15 de enero de 1881).
Al producirse la invasión de Lima por tropas chilenas, se recluyó en su casa en señal de protesta, durante todo el tiempo que duró dicha ocupación (1881-1883). Su casa se hallaba frente al Convento e Iglesia de La Merced, en Lima. El mismo González Prada refiere que cierta vez, yendo por la calle, un oficial chileno que había sido condiscípulo suyo en su época escolar de Valparaíso, se le acercó abriendo los brazos para saludarlo, pero él pasó de largo, como si no lo conociera.
Retirados los invasores tras el Tratado de Ancón, González Prada reinició su labor de periodista. En 1885 publicó sus artículos «Grau» (notable semblanza del héroe de Angamos) y «Hugo» (en ocasión de la muerte del célebre literato francés Víctor Hugo).

### El Círculo Literario. Discurso del Politeama
En 1886, pasó a formar parte, como vicepresidente, del Círculo Literario, nacido del grupo Bohemia Literaria, comandados ambos por Luis Márquez y opuesto al oficialista Club Literario, encabezado por Ricardo Palma. Se alzó así contra la literatura oficial, enarbolando al mismo tiempo la crítica social y política.  Desde esa tribuna lanzó combativas proclamas nacionalistas, por las cuales mereció el calificativo, por parte de su propio panegirista Rufino Blanco Fombona, de «gallardo animal de presa». Era un enemigo de todo lo viejo y decadente en ideas y literatura y un gran partidario de la europeización del Perú. Su postura hipercrítica en el terreno de las ideas y de la literatura le granjeó no pocos enemigos y le metió en variopintas polémicas periodísticas, en las que, a la manera de uno de sus modelos, Ernest Renan, nunca se defendió y siempre atacó.[cita requerida]
Su primer discurso célebre fue leído en El Ateneo de Lima, en 1886. Famoso es también su Discurso en el Politeama de 1888, donde, ante el presidente Andrés A. Cáceres y sus ministros, proclamó: «¡Los viejos a la tumba, los jóvenes a la obra!», convocando a la lucha por el cambio social, contra las malas ideas y los malos hábitos, contra leyes y constituciones ajenas a la realidad peruana, contra la herencia colonial, contra los profetas que anunciaban el fracaso definitivo de América Latina. Cabe señalar que todos estos discursos no eran pronunciados por el mismo González Prada, sino por otras personas, ya que él tenía voz de tiple y que, de haberlos pronunciado, les hubiera quitado a sus palabras toda la fuerza de su protesta.

### Matrimonio

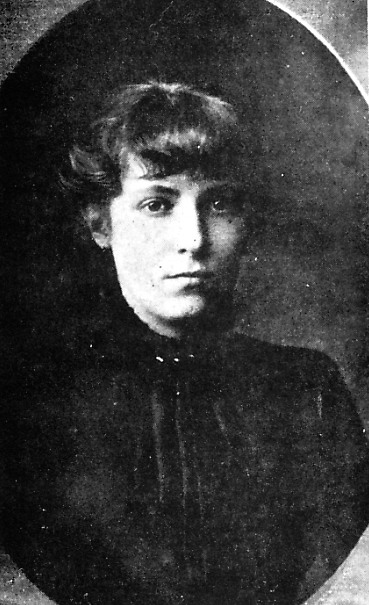
Adriana de Verneuil en 1885. Nacida en Francia, en 1864, llegó al Perú en 1876. En 1887 se casó con Manuel González Prada.

El 11 de septiembre de 1887, se casó con la francesa Adriana Adelayda Verneuil Conches. Ella se había instalado con su familia en Lima en 1876, siendo una adolescente de 12 años. González Prada la conoció en 1877, durante una fiesta de cumpleaños que ofreció en su casa, adonde Adriana había asistido, pues era conocida de su hermana Cristina González Prada. Fue Adriana, según cuenta en sus memorias, quien quedó gratamente impresionada con González Prada, entonces de 33 años, que con el tiempo acabó también prendado de la muchacha, a quien confesó su amor en 1884. Cuando se casaron, él tenía 43 años de edad, y ella 22. Sus dos primeros hijos, una mujer (Cristina) y un varón (Manuel), murieron antes de cumplir el primer año de vida (1888 y 1889, respectivamente). Estas sucesivas desgracias reforzaron el ateísmo de González Prada. Un tercer hijo nació más tarde, en París: Alfredo, quien si sobrevivió a su padre.

### Fundación de la Unión Nacional
En 1891, el Círculo Literario pasó a constituirse en el partido político Unión Nacional. El programa del partido aceptaba el sistema unitario para la República, de manera provisional; reclamaba el sufragio directo, aún para los extranjeros; exigía la devolución de sus tierras a las comunidades indígenas; pedía un régimen tributario de preferencia indirecto; así como mejoras para la clase obrera. González Prada fue el presidente de dicho partido. Completaban el consejo directivo: José Gálvez Moreno y Eduardo Lavergne, como los vicepresidentes, y Arturo Arróspide, como secretario.
Convertido en la voz del nuevo Perú, que debía surgir después de la Guerra del Pacífico, González Prada denunció los males que el país arrastraba por siglos, entre ellos la indiferencia por la condición infrahumana del indígena; su prédica, hecha en un estilo implacable y cientificista con raíces positivistas, se orientó luego hacia el anarquismo, que fue creciendo en él en intensidad y radicalismo, como lo demuestran sus obras. El gobierno de Remigio Morales Bermúdez quiso ofrecerle un puesto muy rentado (para así poder acallarlo), pero González Prada respondió que no se alquilaba.[cita requerida]

### Viaje a Europa

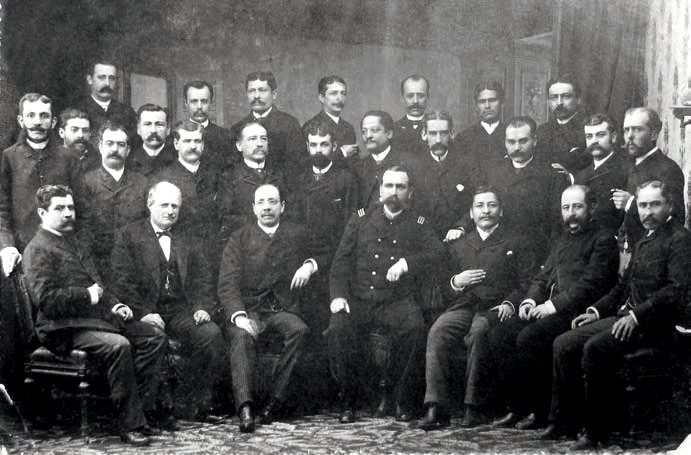
Fotografía de una reunión partidaria de la Unión Nacional, en mayo de 1891. Al centro, sentado y en traje militar, está José Gálvez Moreno, que dirigió la reunión. Detrás de él, de pie, está Abelardo Gamarra, el Tunante.

A fines de 1891, viajó con su esposa Adriana a Europa, donde permaneció siete años. Recorrió Francia, Suiza, Bélgica y España. En París nació su hijo Alfredo, quien sería escritor y diplomático. En dicha ciudad tuvo un curioso encuentro con Paul Verlaine, a quien vio bajo los efectos del alcohol e insultando a una señora que se hallaba en la vía pública. Conoció también a grandes hombres de letras como Zola, Renan y Unamuno. En París apareció también la primera edición de su libro Pájinas libres (1894).
El viaje de González Prada a Francia, cuando acababa de fundar un partido político, no fue aprobado por muchos de sus adeptos, que reclamaban su presencia para dedicarse a la tarea política en un país en plena Reconstrucción Nacional. Él se justificaba diciendo que un partido como Unión Nacional no necesitaba de caudillos, ni nadie debía ser considerado irremplazable.  Esta actitud hizo que su partido no llegara a ser relevante en la política peruana y se desvaneciera en poco tiempo.

### Pionero anarquista
Al volver a Lima en 1898, empezó a divulgar las ideas anarquistas que había descubierto en Barcelona, y fue identificándose cada vez más con los movimientos obreros anarcosindicalistas. Gobernaba por entonces el presidente Nicolás de Piérola, elegido constitucionalmente tras la guerra civil de 1894-1895. González Prada, antipierolista recalcitrante, emprendió una campaña de violentos discursos y reuniones públicas en las que atacaba al gobierno, y en especial, a la persona de Piérola. La animadversión que sentía por este personaje llegaba al extremo de la aversión física (le llamaba el «enano Perinola»); todo indica que era un odio patológico. Particularmente, reprochaba a Piérola no haber realizado reformas en los temas agrario, obrero e indígena. Para dicho fin utilizó como vehículo los diarios Germinal y El Independiente, fundados por él mismo. Se mostró también anticlerical y se identificó con la clase obrera; sin embargo, no quiso presentar su candidatura en las elecciones de 1899 (en las que se eligió al sucesor de Piérola) y cuando su partido se alió en 1902 con los liberales, renunció públicamente a él, declarando ser contrario a toda componenda política.
En 1901 publicó su primer libro de poesía, Minúsculas, en una edición doméstica de solo cien ejemplares. Colaboró, de 1904 a 1909, en el periódico mensual Los parias, con artículos sociales. En 1905, invitado por la Federación de Obreros Panaderos de Lima a conmemorar el 1.º de mayo, dictó su conferencia «El intelectual y el obrero». En 1908 publicó en Lima su libro Horas de lucha, y en 1911, su segundo libro de poesías Exóticas.

### Director de la Biblioteca Nacional

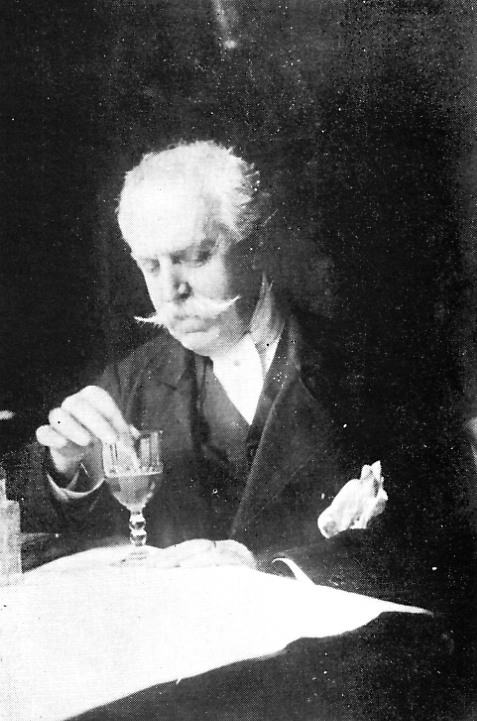
Fotografía de Manuel González Prada preparando goma. Lima, 1915.

En 1912 asumió la dirección de la Biblioteca Nacional en reemplazo del renunciante Ricardo Palma. Manuel González Prada encontró una situación tal que se vio obligado publicar una Nota informativa documentando la situación de la Biblioteca con el propósito de salvar futuras responsabilidades. Encontrando la ausencia absoluta de registros contables y sospechando del desfalco al erario público por parte de su antecesor, Manuel González Prada abrió los libros contables mínimos: Un libro de caja, un libro de entrada de libros y folletos y un libro de revistas, almanaques y libros en vías de publicación. Asimismo, dio cuenta de que su predecesor tradujo equivocadamente chose por chosa, bois por bosque, entre otras cosas; que mandó a elaborar toda clase de sellos con los que estampó profusamente en los libros bajo su custodia; y que escribía en los libros, propiedad de todos los peruanos, como si fueran propiedad del bibliotecario; entre muchas otras acciones más, que calificaba de horrorosas. Dicha Nota se insertó en el diario La Acción Popular, de índole obrera, pues otros medios de mayor prestigio se negaron a hacerlo. Por su parte, Palma contestó con su folleto titulado La Biblioteca Nacional de Lima, de tono también duro, donde llama a su adversario un Catón de alquiler. El incidente tuvo mucha repercusión en Lima y se llegó incluso a realizar en el Teatro Municipal una velada en desagravio de Palma.
Al producirse el golpe de Estado de febrero de 1914, se instaló un nuevo gobierno presidido por el coronel Óscar R. Benavides. González Prada, contrario al militarismo, renunció a su cargo e inició la publicación del periódico La lucha, del que solo salió un número, requisado por la dictadura. Se trataba de una publicación donde criticaba severamente al gobierno de facto, alentando a los ciudadanos a salir a enfrentarlo:

Encararse a tiranuelos de ópera bufa, valerse de todos los medios posibles para lavar la ignominia de un régimen africano, es hoy un deber ineludible de los que no han perdido la dignidad ni la vergüenza.
Del único ejemplar de La Lucha, fechado el 12 de junio de 1914.

Restituido el orden constitucional en 1915, con la ascensión del segundo gobierno de José Pardo, González Prada volvió a su cargo al frente de la Biblioteca Nacional. Allí, y en su domicilio, recibió la visita de diversas personalidades, entre los que se contaron Víctor Raúl Haya de la Torre, José Carlos Mariátegui y César Vallejo, que fueron grandes admiradores suyos, y que le tuvieron como fuente de inspiración.

### Fallecimiento
Falleció repentinamente en su casa de Puerta Falsa del Teatro, en Lima, el 22 de julio de 1918 a los 74 años de edad, víctima de un síncope cardíaco. Fue enterrado en un mausoleo del Cementerio Presbítero Matías Maestro.
Su esposa, Adriana de Verneuil (fallecida en 1947), escribió en su recuerdo el libro Mi Manuel (Lima, 1947). Por otro lado, su hijo Alfredo González Prada, que compiló su obra inédita, se suicidó en Nueva York en 1943. 

## Obra

### Obra literaria
Evolucionó desde el posromanticismo hacia el pleno Modernismo en reacción contra la tradición española, lo que le llevó a fijar sus modelos en otras literaturas; muy preocupado por el lenguaje y el estilo, en sus comienzos se advierten modelos alemanes: traduce a Friedrich Schiller, Chamisso, Heine, etcétera. Su prosa ensayística, muy trabajada estilísticamente, simula sin embargo la espontaneidad; busca la concisión y está preñada de ironía, cultura y humor. Miguel de Unamuno, gran admirador suyo, escribió sobre su libro Pájinas libres: "Es uno de los pocos, de los muy pocos libros latinoamericanos, que he leído más de una vez; y uno de los pocos, de los poquísimos, de los cuales tengo un recuerdo vivo". Como poeta, publicó Minúsculas (1901) y Exóticas (1911), que son verdaderos catálogos de innovaciones métricas y estróficas, como los delicados rondeles y triolets que adaptó del francés. Sus Baladas peruanas (1935) recogió tradiciones indígenas y escenas de la conquista española que fueron escritas a partir de 1871. También reunió una colección de sus epigramas y sátiras en Grafitos (1917); en este género se muestra un gran escritor, fulgurante e inteligente, a causa de su poder de síntesis y la precisión de sus ataques contra escritores, políticos e ideas. Sin duda alguna poseía una gran penetración de juicio y una gran modernidad en su pensamiento. En diversas ocasiones ensaya el verso polirrítmico sin rima, el verso alcmánico, la estrofa espenserina, el pantum, el estornelo, el rispetto, la balada etcétera. Es completamente suya la invención del verso polirritmo sin rima, dando impulso al verso libre en la poesía hispanoamericana. En su libro Exóticas (1911), publicado tardíamente una vez más, sorprende por sus novedades métricas (ritmos continuos y proporcionales, laudes, polirritmos sin rima). Al igual que Swinburne, González Prada escribió baladas y tuvo seguidores en sus innovaciones métricas: el poeta Alberto Ureta con el triolet y Juan Parra del Riego con el polirritmo sin rima. José Santos Chocano, César Vallejo y José María Eguren fueron influidos por el poeta de los rondeles también.[cita requerida]

### Pensamiento y acción política
Los escritos políticos de González Prada se caracterizan por la crítica al Estado Peruano que el veía que servía a los intereses de la oligarquía limeña. En el ensayo "Nuestros Indios" se da un importante intento de pensar la realidad peruana y latinoamericana desde la posición anarquista. Allí primero cuestiona las concepciones de la sociología de su época y desarrolla un posicionamiento sobre la cuestión de la raza y su subordinación en ese contexto poscoloniales en el cual se entrecruza con una explotación de clase. Al final del ensayo propone que los indígenas construyan instancias comunitarias de autodefensa contra los latifundistas. En este aspecto afirma que "Hay un hecho revelador: reina mayor bienestar en las comarcas más distantes de las grandes haciendas, se disfruta de más orden y tranquilidad en los pueblos menos frecuentados por las autoridades". Sus posiciones y análisis influirían en el pensamiento del marxista peruano José Carlos Mariátegui, a pesar de las divergencias profundas sobre el orden político a seguir, y sobre todo en el del fundador del aprismo Víctor Raúl Haya de la Torre.[cita requerida]
Sus posiciones sobre el anarquismo y la anarquía están expuestas en su libro La anarquía de 1901. Allí recoge varios ensayos y expone lo que llama el "ideal anárquico" como "la libertad ilimitada y el mayor bienestar posible del individuo, con la abolición del Estado y la plutocracia.".
Con respecto a la revolución afirma que:

"Desde la Reforma y, más aún, desde la Revolución Francesa, el mundo civilizado vive en revolución latente: revolución del filósofo contra los absurdos del Dogma, revolución del individuo contra la omnipotencia del Estado, revolución del obrero contra las explotaciones del capitalismo, revolución de la mujer contra la tiranía del hombre, revolución de uno y otro sexo contra la esclavitud del amor y la cárcel del matrimonio; en fin, de todos contra todo".

Por otro lado en el texto se encuentran ensayos sobre diferentes temas como el primero de mayo, la Comuna de París, así como uno sobre  "La policía" en donde analiza la esencia autoritaria y clasista de la institución policial así como su clara tendencia hacia la corrupción.
Finalmente, es de destacar su Discurso del Politeama (1888), en el que plantea el problema de si el Perú existe o no como nación, ya que desde la creación de la República Peruana este tema fue eludido. Los próceres criollos evitaron responder a la pregunta de ¿Qué somos? Lo evitaron porque algunos de ellos se definieron como "españoles americanos" y el culto por lo hispano, la añoranza de la Madre Patria, caracterizaba al grupo criollo hegemónico en el Perú y, al mismo tiempo, acrecentaba su desprecio por lo indígena. Jamás llegó a existir rasgo alguno de identidad colectiva que definiera a los peruanos como nación.[cita requerida]

### Ensayos publicados
- Discurso en el Politeama (1888)
- Pájinas libres (París, 1894)
- Nuestros indios (Lima, 1904), incorporado en la segunda edición de Horas de lucha.
- Horas de lucha (Lima, 1908)
- Bajo el oprobio (póstumo, París, 1933)
- Anarquía (póstumo, Santiago de Chile, 1936)
- Nuevas páginas libres (póstumo, París, 1936)
- Figuras y figurones (póstumo, París, 1938)
- Propaganda y ataque (póstumo, Buenos Aires: Ediciones Imán, 1939)[38]
- Prosa menuda (póstumo, Buenos Aires, 1941)
- El tonel de Diógenes (póstumo, México, D.F.: Tezontle, 1945)[39]

### Poesía publicada
Poemarios
- Al amor (Perú,1901)
- Minúsculas (Lima, 1901)
- Presbiterianas (Lima, 1909 [anónimo] y 1928)
- Exóticas (Lima, 1911)
- Trozos de vida (póstumo, París, 1933)
- Baladas peruanas (póstumo, Santiago de Chile, 1935)
- Grafitos (póstumo, París, 1937)
- Libertarias (póstumo, París, 1938)
- Baladas (póstumo, París, 1939)
- Adoración (póstumo, Lima, 1946)
- Poemas desconocidos (póstuma, Lima, 1973)
- Letrillas (póstumo, Lima, 1975)
- Cantos del otro siglo (póstumo, Lima, UNMSM, 1979, pp 200.)